# Lista de eventos pay-per-view da WCW
Este anexo é uma lista dos pay-per-views realizados pela World Championship Wrestling:

## Como parte da NWA

### 1983–1987
| Nome                                        | Data                   | Cidade                                         | Local                            | Luta principal                   |
| ------------------------------------------- | ---------------------- | ---------------------------------------------- | -------------------------------- | -------------------------------- |
| Starrcade '83: A Flair for the Gold         | 24 de novembro de 1983 | Greensboro, Carolina do Norte                  | Greensboro Coliseum              | Harley Race vs. Ric Flair        |
| Starrcade '84: The Million Dollar Challenge | 22 de novembro de 1984 | Greensboro, Carolina do Norte                  | Greensboro Coliseum              | Ric Flair vs. Dusty Rhodes       |
| The Great American Bash                     | 6 de julho de 1985     | Charlotte, Carolina do Norte                   | American Legion Memorial Stadium | Tully Blanchard vs. Dusty Rhodes |
| Starrcade '85: The Gathering                | 28 de novembro de 1985 | Greensboro, Carolina do Norte Atlanta, Geórgia | Greensboro Coliseum The Omni     | Ric Flair vs. Dusty Rhodes       |
| Starrcade '86: Night of the Skywalkers      | 7 de novembro de 1986  | Greensboro, Carolina do Norte Atlanta, Geórgia | Greensboro Coliseum The Omni     | Ric Flair vs. Nikita Koloff      |
| Starrcade '87: Chi-Town Heat                | 26 de novembro de 1987 | Chicago, Illinois                              | UIC Pavilion                     | Ron Garvin vs. Ric Flair         |

### 1988
| Nome                      | Data                   | Cidade                 | Local           | Luta principal |
| ------------------------- | ---------------------- | ---------------------- | --------------- | --- |
| Bunkhouse Stampede        | 24 de janeiro de 1988  | Uniondale, Nova Iorque | Nassau Coliseum | Dusty Rhodes vs. Arn Anderson vs. The Barbarian vs. Tully Blanchard vs. Ivan Koloff vs. Lex Luger vs. Road Warrior Animal vs. The Warlord |
| The Great American Bash   | 10 de julho de 1988    | Baltimore, Maryland    | Baltimore Arena | Ric Flair vs. Lex Luger |
| Starrcade '88: True Gritt | 26 de dezembro de 1988 | Norfolk, Virgínia      | Norfolk Scope   | Ric Flair vs. Lex Luger |

### 1989
| Nome                                  | Data                    | Cidade                  | Local                          | Luta principal                                    |
| ------------------------------------- | ----------------------- | ----------------------- | ------------------------------ | ------------------------------------------------- |
| Chi-Town Rumble                       | 20 de fevereiro de 1989 | Chicago, Illinois       | UIC Pavilion                   | Ric Flair vs. Ricky Steamboat                     |
| Wrestle War 1989: Music City Showdown | 7 de maio de 1989       | Nashville, Tennessee    | Nashville Municipal Auditorium | Ric Flair vs. Ricky Steamboat                     |
| The Great American Bash               | 23 de julho de 1989     | Baltimore, Maryland     | Baltimore Arena                | Ric Flair vs. Terry Funk                          |
| Halloween Havoc                       | 28 de outubro de 1989   | Filadélfia, Pensilvânia | Philadelphia Civic Center      | Ric Flair e Sting vs. The Great Muta e Terry Funk |
| Starrcade '89: Future Shock           | 13 de dezembro de 1989  | Atlanta, Geórgia        | The Omni                       | Ric Flair vs. Sting                               |

### 1990
| Nome                            | Data                    | Cidade                        | Local               | Luta principal               |
| ------------------------------- | ----------------------- | ----------------------------- | ------------------- | ---------------------------- |
| WrestleWar                      | 25 de fevereiro de 1990 | Greensboro, Carolina do Norte | Greensboro Coliseum | Ric Flair vs. Lex Luger      |
| Capital Combat                  | 19 de maio de 1990      | Washington, D.C.              | D.C. Armory         | Ric Flair vs. Lex Luger      |
| The Great American Bash         | 7 de julho de 1990      | Baltimore, Maryland           | Baltimore Arena     | Ric Flair vs. Sting          |
| Halloween Havoc                 | 27 de outubro de 1990   | Chicago, Illinois             | UIC Pavilion        | Sting vs. Sid Vicious        |
| Starrcade '90: Collision Course | 16 de dezembro de 1990  | St. Louis, Missouri           | Kiel Auditorium     | Sting vs. The Black Scorpion |

## Como WCW

### 1991
| Nome                    | Data                                           | Cidade                   | Local                              | Luta principal                                                                                              |
| ----------------------- | ---------------------------------------------- | ------------------------ | ---------------------------------- | --- |
| WrestleWar              | 24 de fevereiro de 1991                        | Phoenix, Arizona         | Arizona Veterans Memorial Coliseum | Larry Zbyszko, Barry Windham, Ric Flair e Sid Vicious vs. Flyin' Brian, Sting, Rick Steiner e Scott Steiner |
| Japan Supershow I       | 21 de março de 1991 (exibido em abril de 1991) | Tóquio, Japão            | Tokyo Dome                         | Tatsumi Fujinami vs. Ric Flair                                                                              |
| SuperBrawl I            | 19 de maio de 1991                             | São Petersburgo, Flórida | Bayfront Arena                     | Tatsumi Fujinami vs. Ric Flair                                                                              |
| The Great American Bash | 14 de julho de 1991                            | Baltimore, Maryland      | Baltimore Arena                    | Rick Steiner vs. Arn Anderson e Paul E. Dangerously                                                         |
| Halloween Havoc         | 27 de outubro de 1991                          | Chattanooga, Tennessee   | UTC Arena                          | Lex Luger vs. Ron Simmons                                                                                   |
| Starrcade               | 29 de dezembro de 1991                         | Norfolk, Virgínia        | Norfolk Scope                      | Battlebowl Battle Royal                                                                                     |

### 1992
| Nome                    | Data                                           | Cidade                  | Local                          | Luta principal |
| ----------------------- | ---------------------------------------------- | ----------------------- | ------------------------------ | --- |
| Japan Supershow II      | 4 de janeiro de 1992 (exibido em março de 1992 | Tóquio, Japão           | Tokyo Dome                     | Sting e The Great Muta vs. Rick Steiner e Scott Steiner                                                                                     |
| SuperBrawl II           | 29 de fevereiro de 1992                        | Milwaukee, Wisconsin    | Milwaukee Theatre at the MECCA | Lex Luger vs. Sting |
| WrestleWar              | 17 de maio de 1992                             | Jacksonville, Flórida   | Jacksonville Memorial Coliseum | Barry Windham, Dustin Rhodes, Nikita Koloff, Ricky Steamboat e Sting vs. Arn Anderson, Bobby Eaton, Larry Zbyszko, Rick Rude e Steve Austin |
| Beach Blast             | 20 de junho de 1992                            | Mobile, Alabama         | Mobile Civic Center            | Rick Steiner e Scott Steiner vs. Steve Williams e Terry Gordy                                                                               |
| The Great American Bash | 12 de julho de 1992                            | Albany, Geórgia         | Albany Civic Center            | Steve Williams e Terry Gordy vs. Barry Windham e Dustin Rhodes                                                                              |
| Halloween Havoc         | 25 de outubro de 1992                          | Filadélfia, Pensilvânia | Philadelphia Civic Center      | Sting vs. Jake Roberts |
| Starrcade               | 28 de dezembro de 1992                         | Atlanta, Geórgia        | The Omni                       | Battlebowl Battle Royal |

### 1993
| Nome                | Data                                            | Cidade                       | Local                      | Luta principal                                                                                      |
| ------------------- | ----------------------------------------------- | ---------------------------- | -------------------------- | --------------------------------------------------------------------------------------------------- |
| Japan Supershow III | 4 de janeiro de 1993 (exibido em março de 1993) | Tóquio, Japão                | Tokyo Dome                 | Sting vs. Hiroshi Hase                                                                              |
| SuperBrawl III      | 21 de fevereiro de 1993                         | Asheville, Carolina do Norte | Asheville Civic Center     | Big Van Vader vs. Sting                                                                             |
| Slamboree           | 23 de maio de 1993                              | Atlanta, Geórgia             | The Omni                   | Big Van Vader vs. Davey Boy Smith                                                                   |
| Beach Blast         | 18 de julho de 1993                             | Biloxi, Mississipi           | Mississippi Coast Coliseum | Davey Boy Smith e Sting vs. Big Van Vader e Sid Vicious                                             |
| Fall Brawl          | 19 de setembro de 1993                          | Houston, Texas               | Astro Arena                | Davey Boy Smith, Dustin Rhodes, Sting e The Shockmaster vs. Kane, Kole, Big Van Vader e Sid Vicious |
| Halloween Havoc     | 24 de outubro de 1993                           | Nova Orleães, Luisiana       | Lakefront Arena            | Big Van Vader vs. Cactus Jack                                                                       |
| Battlebowl          | 20 de novembro de 1993                          | Pensacola, Flórida           | Pensacola Civic Center     | Battlebowl Battle Royal                                                                             |
| Starrcade           | 27 de dezembro de 1993                          | Charlotte, Carolina do Norte | Independence Arena         | Big Van Vader vs. Ric Flair                                                                         |

### 1994
| Nome                | Data                    | Cidade                  | Local                             | Luta principal |
| ------------------- | ----------------------- | ----------------------- | --------------------------------- | --- |
| SuperBrawl IV       | 20 de fevereiro de 1994 | Albany, Geórgia         | Albany Civic Center               | Ric Flair vs. Vader |
| Spring Stampede     | 17 de abril de 1994     | Chicago, Illinois       | Rosemont Horizon                  | Ric Flair vs. Ricky Steamboat                                                                                            |
| Slamboree           | 22 de maio de 1994      | Filadélfia, Pensilvânia | Philadelphia Civic Center         | Sting vs. Vader |
| Bash at the Beach   | 17 de julho de 1994     | Orlando, Flórida        | Orlando Arena                     | Ric Flair vs. Hulk Hogan                                                                                                 |
| Fall Brawl          | 18 de setembro de 1994  | Roanoke, Virgínia       | Roanoke Civic Center              | Arn Anderson, Bunkhouse Buck, Col. Robert Parker e Terry Funk vs. Dustin Rhodes, Dusty Rhodes, Brian Knobbs e Jerry Sags |
| Halloween Havoc     | 20 de outubro de 1994   | Detroit, Michigan       | Joe Louis Arena                   | Hulk Hogan vs. Ric Flair                                                                                                 |
| When Worlds Collide | 6 de novembro de 1994   | Los Angeles, Califórnia | Los Angeles Memorial Sports Arena | Perro Aguayo vs. Konnan                                                                                                  |
| Starrcade           | 27 de dezembro de 1994  | Nashville, Tennessee    | Nashville Municipal Auditorium    | Hulk Hogan vs. The Butcher                                                                                               |

### 1995
| Nome                    | Data                                   | Cidade                       | Local                          | Luta principal                                                               |
| ----------------------- | -------------------------------------- | ---------------------------- | ------------------------------ | ---------------------------------------------------------------------------- |
| SuperBrawl V            | 19 de fevereiro de 1995                | Baltimore, Maryland          | Baltimore Arena                | Hulk Hogan vs. Vader                                                         |
| Uncensored              | 19 de março de 1995                    | Tupelo, Mississippi          | Tupelo Coliseum                | Hulk Hogan vs. Vader                                                         |
| Slamboree               | 21 de maio de 1995                     | São Petersburgo, Flórida     | Bayfront Arena                 | Hulk Hogan e Randy Savage vs. Ric Flair e Vader                              |
| The Great American Bash | 18 de junho de 1995                    | Dayton, Ohio                 | Hara Arena                     | Randy Savage vs. Ric Flair                                                   |
| Bash at the Beach       | 16 de julho de 1995                    | Huntington Beach, Califórnia | Praia                          | Hulk Hogan vs. Vader                                                         |
| Collision in Korea      | 4 de agosto de 1995 (data de exibição) | Pyongyang, Coreia do Norte   | May Day Stadium                | Antonio Inoki vs. Ric Flair                                                  |
| Fall Brawl              | 17 de setembro de 1995                 | Asheville, Carolina do Norte | Asheville Civic Center         | Hulk Hogan, Lex Luger, Randy Savage e Sting vs. Kamala, Meng, Shark e Zodiac |
| Halloween Havoc         | 29 de outubro de 1995                  | Detroit, Michigan            | Joe Louis Arena                | Hulk Hogan vs. The Giant                                                     |
| World War 3             | 26 de novembro de 1995                 | Norfolk, Virgínia            | Norfolk Scope                  | Battle Royal de três ringues                                                 |
| Starrcade               | 27 de dezembro de 1995                 | Nashville, Tennessee         | Nashville Municipal Auditorium | Randy Savage vs. Ric Flair                                                   |

### 1996
| Nome                    | Data                    | Cidade                           | Local                                    | Luta principal |
| ----------------------- | ----------------------- | -------------------------------- | ---------------------------------------- | --- |
| SuperBrawl VI           | 11 de fevereiro de 1996 | São Petersburgo, Flórida         | Bayfront Arena                           | Hulk Hogan vs. The Giant |
| Uncensored              | 24 de março de 1996     | Tupelo, Mississippi              | Tupelo Coliseum                          | Ric Flair, Arn Anderson, Meng, The Barbarian, Lex Luger, The Taskmaster, Z-Gangsta e The Ultimate Solution vs. Hulk Hogan e Randy Savage |
| Slamboree               | 19 de maio de 1996      | Baton Rouge, Luisiana            | Riverside Centroplex                     | The Giant vs. Sting |
| The Great American Bash | 16 de junho de 1996     | Baltimore, Maryland              | Baltimore Arena                          | The Giant vs. Lex Luger |
| Bash at the Beach       | 7 de julho de 1996      | Daytona Beach, Flórida           | Ocean Center                             | Hulk Hogan, Kevin Nash e Scott Hall vs. Lex Luger, Randy Savage e Sting                                                                  |
| Hog Wild                | 10 de agosto de 1996    | Sturgis, Dakota do Sul           | Sturgis Motorcycle Rally                 | The Giant vs. Hollywood Hogan |
| Fall Brawl              | 15 de setembro de 1996  | Winston-Salem, Carolina do Norte | Lawrence Joel Veterans Memorial Coliseum | Arn Anderson, Lex Luger, Ric Flair e Sting vs. Hollywood Hogan, Kevin Nash, nWo Sting e Scott Hall                                       |
| Halloween Havoc         | 27 de outubro de 1996   | Paradise, Nevada                 | MGM Grand Garden Arena                   | Hollywood Hogan vs. Randy Savage |
| World War 3             | 24 de novembro de 1996  | Norfolk, Virgínia                | Norfolk Scope                            | Battle Royal de três ringues |
| Starrcade               | 29 de dezembro de 1996  | Nashville, Tennessee             | Nashville Municipal Auditorium           | Hollywood Hogan vs. Roddy Piper |

### 1997
|  | Produzido pela nWo |

| Nome                    | Data                    | Cidade                            | Local                                    | Luta principal |
| ----------------------- | ----------------------- | --------------------------------- | ---------------------------------------- | --- |
| nWo Souled Out          | 27 de janeiro de 1997   | Cedar Rapids, Iowa                | Five Seasons Center                      | Hollywood Hogan vs. The Giant |
| SuperBrawl VII          | 23 de fevereiro de 1997 | Daly City, Califórnia             | Cow Palace                               | Hollywood Hogan vs. Roddy Piper |
| Uncensored              | 16 de março de 1997     | North Charleston, Carolina do Sul | North Charleston Coliseum                | Chris Benoit, Jeff Jarrett, Roddy Piper e Steve McMichael vs. Lex Luger, Scott Steiner e The Giant vs. Hollywood Hogan, Kevin Nash, Randy Savage e Scott Hall |
| Spring Stampede         | 6 de abril de 1997      | Tupelo, Mississippi               | Tupelo Coliseum                          | Diamond Dallas Page vs. Randy Savage |
| Slamboree               | 18 de maio de 1997      | Charlotte, Carolina do Norte      | Independence Arena                       | Kevin Greene, Ric Flair e Roddy Piper vs. Kevin Nash, Scott Hall e Syxx                                                                                       |
| The Great American Bash | 15 de junho de 1997     | Moline, Illinois                  | The MARK of the Quad Cities              | Diamond Dallas Page vs. Randy Savage |
| Bash at the Beach       | 13 de julho de 1997     | Daytona Beach, Flórida            | Ocean Center                             | Dennis Rodman e Hollywood Hogan vs. Lex Luger e The Giant |
| Road Wild               | 9 de agosto de 1997     | Sturgis, Dakota do Sul            | Sturgis Motorcycle Rally                 | Lex Luger vs. Hollywood Hogan |
| Fall Brawl              | 14 de setembro de 1997  | Winston-Salem, Carolina do Norte  | Lawrence Joel Veterans Memorial Coliseum | Chris Benoit, Curt Hennig, Ric Flair e Steve McMichael vs. Buff Bagwell, Kevin Nash, Konnan e Syxx                                                            |
| Halloween Havoc         | 26 de outubro de 1997   | Paradise, Nevada                  | MGM Grand Garden Arena                   | Hollywood Hogan vs. Roddy Piper |
| World War 3             | 23 de novembro de 1997  | Auburn Hills, Michigan            | The Palace of Auburn Hills               | Battle Royal de três ringues |
| Starrcade               | 28 de dezembro de 1997  | Washington, D.C.                  | MCI Center                               | Hollywood Hogan vs. Sting |

### 1998
|  | Co-produzido pela WCW e nWo |

| Nome                    | Data                    | Cidade                           | Local                                    | Luta principal |
| ----------------------- | ----------------------- | -------------------------------- | ---------------------------------------- | --- |
| Souled Out              | 24 de janeiro de 1998   | Dayton, Ohio                     | Hara Arena                               | Lex Luger vs. Randy Savage                                                                                                   |
| SuperBrawl VIII         | 22 de fevereiro de 1998 | Daly City, Califórnia            | Cow Palace                               | Hollywood Hogan vs. Sting |
| Uncensored              | 15 de março de 1998     | Mobile, Alabama                  | Mobile Civic Center                      | Hollywood Hogan vs. Randy Savage                                                                                             |
| Spring Stampede         | 19 de abril de 1998     | Denver, Colorado                 | Denver Coliseum                          | Sting vs. Randy Savage |
| Slamboree               | 17 de maio de 1998      | Worcester, Massachusetts         | The Centrum                              | Kevin Nash e Scott Hall vs. Sting e The Giant                                                                                |
| The Great American Bash | 14 de junho de 1998     | Baltimore, Maryland              | Baltimore Arena                          | Sting vs. The Giant |
| Bash at the Beach       | 12 de julho de 1998     | San Diego, Califórnia            | Cox Arena                                | Dennis Rodman e Hollywood Hogan vs. Diamond Dallas Page e Karl Malone                                                        |
| Road Wild               | 8 de agosto de 1998     | Sturgis, Dakota do Sul           | Sturgis Motorcycle Rally                 | Diamond Dallas Page e Jay Leno vs. Eric Bischoff e Hollywood Hogan                                                           |
| Fall Brawl              | 13 de setembro de 1998  | Winston-Salem, Carolina do Norte | Lawrence Joel Veterans Memorial Coliseum | Diamond Dallas Page, Roddy Piper e The Warrior vs. Bret Hart, Hollywood Hogan e Stevie Ray vs. Kevin Nash, Lex Luger e Sting |
| Halloween Havoc         | 25 de outubro de 1998   | Paradise, Nevada                 | MGM Grand Garden Arena                   | Goldberg vs. Diamond Dallas Page                                                                                             |
| World War 3             | 22 de novembro de 1998  | Auburn Hills, Michigan           | The Palace of Auburn Hills               | Diamond Dallas Page vs. Bret Hart                                                                                            |
| Starrcade               | 27 de dezembro de 1998  | Washington, D.C.                 | MCI Center                               | Goldberg vs. Kevin Nash |

### 1999
|  | Co-produzido pela WCW e nWo |

| Nome                    | Data                    | Cidade                           | Local                                    | Luta principal                                                  |
| ----------------------- | ----------------------- | -------------------------------- | ---------------------------------------- | --------------------------------------------------------------- |
| Souled Out              | 17 de janeiro de 1999   | Charleston, Virgínia Ocidental   | Charleston Civic Center                  | Goldberg vs. Scott Hall                                         |
| SuperBrawl IX           | 21 de fevereiro de 1999 | Oakland, Califórnia              | Oakland Arena                            | Hollywood Hogan vs. Ric Flair                                   |
| Uncensored              | 14 de março de 1999     | Louisville, Kentucky             | Freedom Hall                             | Hollywood Hogan vs. Ric Flair                                   |
| Spring Stampede         | 11 de abril de 1999     | Tacoma, Washington               | Tacoma Dome                              | Ric Flair vs. Diamond Dallas Page vs. Hollywood Hogan vs. Sting |
| Slamboree               | 9 de maio de 1999       | St. Louis, Missouri              | TWA Dome                                 | Diamond Dallas Page vs. Kevin Nash                              |
| The Great American Bash | 13 de junho de 1999     | Baltimore, Maryland              | Baltimore Arena                          | Kevin Nash vs. Randy Savage                                     |
| Bash at the Beach       | 11 de julho de 1999     | Fort Lauderdale, Flórida         | National Car Rental Center               | Kevin Nash e Sting vs. Randy Savage e Sid Vicious               |
| Road Wild               | 14 de agosto de 1999    | Sturgis, Dakota do Sul           | Sturgis Motorcycle Rally                 | Hulk Hogan vs. Kevin Nash                                       |
| Fall Brawl              | 12 de setembro de 1999  | Winston-Salem, Carolina do Norte | Lawrence Joel Veterans Memorial Coliseum | Hulk Hogan vs. Sting                                            |
| Halloween Havoc         | 24 de outubro de 1999   | Paradise, Nevada                 | MGM Grand Garden Arena                   | Sting vs. Goldberg                                              |
| Mayhem                  | 21 de novembro de 1999  | Toronto, Ontário, Canadá         | Air Canada Centre                        | Bret Hart vs. Chris Benoit                                      |
| Starrcade               | 19 de dezembro de 1999  | Washington, D.C.                 | MCI Center                               | Bret Hart vs. Goldberg                                          |

### 2000
| Nome                    | Data                    | Cidade                                | Local                   | Luta principal                                          |
| ----------------------- | ----------------------- | ------------------------------------- | ----------------------- | ------------------------------------------------------- |
| Souled Out              | 16 de janeiro de 2000   | Cincinnati, Ohio                      | Firstar Center          | Sid Vicious vs. Chris Benoit                            |
| SuperBrawl 2000         | 20 de fevereiro de 2000 | Daly City, Califórnia                 | Cow Palace              | Sid Vicious vs. Jeff Jarrett vs. Scott Hall             |
| Uncensored              | 19 de março de 2000     | Miami, Flórida                        | American Airlines Arena | Hulk Hogan vs. Ric Flair                                |
| Spring Stampede         | 16 de abril de 2000     | Chicago, Illinois                     | United Center           | Diamond Dallas Page vs. Jeff Jarrett                    |
| Slamboree               | 7 de maio de 2000       | Kansas City, Missouri                 | Kemper Arena            | David Arquette vs. Diamond Dallas Page vs. Jeff Jarrett |
| The Great American Bash | 11 de junho de 2000     | Baltimore, Maryland                   | Baltimore Arena         | Jeff Jarrett vs. Kevin Nash                             |
| Bash at the Beach       | 9 de julho de 2000      | Daytona Beach, Flórida                | Ocean Center            | Booker T vs. Jeff Jarrett                               |
| New Blood Rising        | 13 de agosto de 2000    | Vancouver, Columbia Britânica, Canadá | Pacific Coliseum        | Booker T vs. Jeff Jarrett                               |
| Fall Brawl              | 17 de setembro de 2000  | Buffalo, Nova Iorque                  | HSBC Arena              | Kevin Nash vs. Booker T                                 |
| Halloween Havoc         | 29 de outubro de 2000   | Paradise, Nevada                      | MGM Grand Garden Arena  | Goldberg vs. Brian Adams e Bryan Clark                  |
| Millennium Final        | 16 de novembro de 2000  | Oberhausen, Alemanha                  | Arena Oberhausen        | Sting vs. Kevin Nash                                    |
| Mayhem                  | 26 de novembro de 2000  | Milwaukee, Wisconsin                  | Wisconsin Center Arena  | Scott Steiner vs. Booker T                              |
| Starrcade               | 17 de dezembro de 2000  | Washington, D.C.                      | MCI Center              | Scott Steiner vs. Sid Vicious                           |

### 2001
| Nome               | Data                    | Cidade                | Local                          | Luta principal                                                         |
| ------------------ | ----------------------- | --------------------- | ------------------------------ | ---------------------------------------------------------------------- |
| Sin                | 14 de janeiro de 2001   | Indianapolis, Indiana | Conseco Fieldhouse             | Scott Steiner vs. Jeff Jarrett vs. Sid Vicious vs. Road Warrior Animal |
| SuperBrawl Revenge | 18 de fevereiro de 2001 | Nashville, Tennessee  | Nashville Municipal Auditorium | Scott Steiner vs. Kevin Nash                                           |
| Greed              | 18 de março de 2001     | Jacksonville, Flórida | Jacksonville Memorial Coliseum | Scott Steiner vs. Diamond Dallas Page                                  |

## Eventos por mês
| Month                    | Pay-per-view event                    |
| ------------------------ | ------------------------------------- |
| Janeiro                  |                                       |
| Souled Out (1997 – 2000) |                                       |
| Sin (2001)               |                                       |
| Fevereiro                | Chi-Town Rumble (1989)                |
| Fevereiro                | WrestleWar (1990 – 1991)              |
| Fevereiro                | SuperBrawl (1992 – 2001)              |
| Março                    | Uncensored (1995 – 2000)              |
| Março                    | Greed (2001)                          |
| Abril                    | Spring Stampede (1994; 1997 – 2000)   |
| Maio                     | WrestleWar (1989; 1992)               |
| Maio                     | Capital Combat (1990)                 |
| Maio                     | SuperBrawl (1991)                     |
| Maio                     | Slamboree (1993 – 2000)               |
| Junho                    | The Great American Bash (1985 – 2000) |
| Junho                    | Beach Blast (1992)                    |
| Julho                    | The Great American Bash (1985 – 1992) |
| Julho                    | Beach Blast (1993)                    |
| Julho                    | Bash at the Beach (1994 – 2000)       |
| Agosto                   | Hog Wild (1996)                       |
| Agosto                   | Road Wild (1997 – 1999)               |
| Agosto                   | New Blood Rising (2000)               |
| Setembro                 | Fall Brawl (1993 – 2000)              |
| Outubro                  | Halloween Havoc (1989 – 2000)         |
| Novembro                 | Starrcade (1987)                      |
| Novembro                 | Battlebowl (1993)                     |
| Novembro                 | World War 3 (1995 – 1998)             |
| Novembro                 | Mayhem (1999 – 2000)                  |
| Novembro                 | Millennium Final (2000)               |
| Dezembro                 | Starrcade (1983 – 2000)               |